# Mariazinha Fernandes
Maria Izabel Fernandes Barboza artisticamente conhecida como Mariazinha Fernandes (São Paulo, 2 de fevereiro de 1936 - Santana de Parnaíba, 29 de dezembro de 2014) foi uma artista plástica, pintora, professora de pintura e restauradora de quadros, moradora em Santana de Parnaíba, São Paulo.

## História
“
Já pintei Parnaíba de todo jeito e é tudo muito complexo, envolve perspectiva, cores e quando estiver pintando um prédio, como o Casarão, tem que saber envelhecer o quadro.”

— Mariazinha Fernandes
Como pintora adotou os estilos clássicos e a Arte naif.
Em sua homenagem, no bairro Cento e Vinte a Prefeitura Municipal de Santana de Parnaíba nomeou o Colégio Municipal Maria Izabel Fernandes Barboza - “Mariazinha Fernandes”.
Foi condecorada pelo presidente Juscelino Kubitschek, nas comemorações do Cinquentenário do Arsenal de Guerra de Barueri.